# Nabopolassar
Nabupolassar oder Nabopolassar (babylonisch Nabû-apla-uṣur; altgriechisch Ναβοπαλάσ(σ)αρος Nabopalás(s)aros oder Ναβουπολάσσαρος Nabupolássaros; * um 658 v. Chr.; † 9. August 605 v. Chr.) war der Begründer und erste König des neubabylonischen Reiches. Er starb im Alter von ca. 53 Jahren.

## Regierungszeit
Er übernahm in seinem Akzessionsjahr (626 bis 625 v. Chr.) am 23. November (26. Araḫsamna) 626 v. Chr. den Thron. Im Jahr 625 v. Chr. begann sein erstes Regierungsjahr und er herrschte 21 Jahre. Er bezeichnete sich als Sohn eines Niemand.
Nabopolassar war ein Feldherr des assyrischen Königs Sîn-šarru-iškun, den er verriet. Er ging ein Bündnis mit den Medern gegen die Assyrer ein, die Babylon seit 200 Jahren beherrschten. Das Bündnis besiegte die Assyrer, die ihrerseits ein ägyptisches Truppenkontingent unter Necho II. angefordert hatten, und Nabopolassar ließ 609 v. Chr. alle Hinterlassenschaften der Regentschaft der Assyrer vernichten.
Mindestens drei Söhne sind bekannt: Nabu-šum-lisir, Nabu-zer-ušabši und Nabū-kudurrī-uṣur II. (Nebukadnezar II.), der bereits ab 620 v. Chr. im Alter von 20 Jahren als Heerführer eingesetzt wurde und 15 Jahre später nach dessen Tod den Thron übernahm.

## Nabopolassar in der Bibel
In der Bibel wird Nabopolassar nicht namentlich genannt. Bei der Erwähnung der Schlacht bei Karkemiš, die Nebukadnezar II. in dem Jahr führte, als sein Vater Nabopolassar starb, wird Nebukadnezar in Jer 27,6  bereits als „König von Babel“ bezeichnet.